# 황명세
황명세(1986년 5월 9일 ~ )은 대한민국의 유술선수이다.

## 경력
- 2018년 제18회 자카르타-팔렘방 아시안게임 주짓수 국가대표

## 수상
- 2011년 제14회 한국브라질리언주짓수연합대회 엠파이트 어워드
- 2018년 제18회 자카르타-팔렘방 아시안게임 주짓수 남자 -94㎏급 동메달